# Nannoscincus manautei
Nannoscincus manautei — вид сцинкоподібних ящірок родини сцинкових (Scincidae). Ендемік Нової Каледонії. 

## Поширення і екологія
Nannoscincus manautei є ендеміками гірського масиву Копето, розташованого на заході центральної Нової Каледонії. Вони живуть у вологих гірських тропічних лісах, на висоті від 750 до 1000 м над рівнем моря. Ведуть наземний, напівриючий спосіб життя, ховаються під камінням і поваленими деревами, шукають їжу серед опалого листя.

## Збереження
МСОП класифікує цей вид як такий, що перебуває на межі зникнення. Nannoscincus manautei загрожує знищення природного середовища.